# Франкония (гау)
Гау Франкония (нем. Gau Franken) — региональное отделение НСДАП, существовавшее с 1929 по 1945 год на территориях немецкого округа Средняя Франкония. Первоначально созданное как Средняя Франкония (нем. Mittelfranken) в 1929 году, оно было переименовано во Франконию в 1936 году.

## История
Нацистская система гау была первоначально создана на партийной конференции 22 мая 1926 года с целью улучшения управления партийной структурой. Начиная с 1933 года, после захвата власти нацистами, гау всё чаще заменяли немецкие государства в качестве административных единиц Германии.
Во главе каждого гау стоял гауляйтер, и эта должность становилась всё более могущественной, особенно после начала Второй мировой войны. Местные гауляйтеры отвечали за пропаганду и наблюдение, а с сентября 1944 года — за фольксштурм и оборону гау.
Первоначально должность гауляйтера в Франконии занимал Юлиус Штрейхер с 1929 по 1940 год, когда он был отстранён от этой должности. Позже Штрейхера судили на Нюрнбергском процессе и казнили за преступления против человечности 16 октября 1946 года. Должность гауляйтера не занималась никем до 1944 года, а обязанности исполняли Ханс Циммерманн (1940–1942) и Карл Хольц (1942–1944). Хольц официально занял пост в 1944 году и занимал его до своей смерти в апреле 1945 года.